# Český dvůr (Beroun)
Český dvůr je barokní měšťanský dům v jižní frontě domů na Husově náměstí v Berouně.

## Historie
Původně na této parcele stávaly dva domy: jeden z nich vlastnil v roce 1501 Martin Kračín a druhý Markéta Kocourková. Od roku 1628 jsou jako majitelé uváděni Jan Lucius a u druhého domu Jindřich Čížek z Jenštejna a jeho dědici. Oba domy shořely v říjnu 1639 při obléhání města Švédy a spáleniště zůstalo nevyužito až do roku 1717. V tomto roce trosky domů koupil Samuel Vilím Presl ze Švertsberka, původně šichtmistr v hutích v Králově Dvoře, nově se ale stal císařským rychtářem v Berouně. V roce 1720 (1715) zbudoval na místě nový dům, v němž otevřel první berounskou poštu a kde také provozoval hostinec. Úřad poštmistra zůstal rodině Preslových dědičně až do roku 1845, hostinec se v domě provozoval i poté.
V hostinci byli ubytováni například:
- švédský král Gustav IV. (v roce 1804)
- rakouský císař František I. (v letech 1810 a 1820)
- ruský car Alexandr I. (v roce 1823)

V roce 1866 bylo v hostinských pokojích ubytováno velitelství pruské armády.
Od roku 1958 je budova chráněna jako kulturní památka.

## Architektura
Dům s šestiosým průčelím se skládá ze dvou částí (v každé po třech osách) se samostatnými valbovými střechami. Fasáda v průběhu rekonstrukce ve 20. století v podstatě ztratila svůj barokní charakter.
Pod pravou částí domu jsou zachovány gotické klenuté sklepy a v přízemí se zachovaly valené klenby.